# Франсуа, Жан (математик)
Жан Франсуа́ (фр. Jean François; 1582  год, Сен-Клод — 20 января 1668 года, Ренн) — французский математик и иезуит; учитель Декарта.

## Биография
Вступив в Орден иезуитов в 1605 году, преподавал теологию и математику в коллеже Ла Флеш, начиная 1613 года (до него этот пост, созданный в 1608 году, занимали люди без специального образования).
Одним из его учеников был будущий философ Рене Декарт, сильно привязавшийся к своему учителю. Преподобный Пьер Бурден, автор книги искусства создания фортификаций, стал его преемником в 1626 году, а позднее, в 1636 году — Жорж Фурнье, гидрограф.
Был назначен préfet des études в Невере, Амьене и Алансоне; закончил свою карьеру в Реннском коллеже.

## Труды
С 1652 по 1668 издал несколько учебников математики, переизданных в Париже.
Из его сочинений известны:
- «La science de géographie» (Ренн, 1652),
- «Éléments des sciences et des arts mathématiques» (Ренн, 1655) и
- «Traité des influences célestes» (1660).